# Heart of Midlothian Football Club 2006-2007
Questa voce raccoglie le informazioni riguardanti lo Heart of Midlothian Football Club nelle competizioni ufficiali della stagione 2006-2007.

## Rosa
| N. |                                 | Ruolo | Calciatore          |
| -- | ------------------------------- | ----- | ------------------- |
| 1  | Scozia (bandiera)               | P     | Craig Gordon        |
| -  | Svezia (bandiera)               | P     | Milan Barjaktarevic |
| 30 | Scozia (bandiera)               | P     | Jamie MacDonald     |
| 2  | Scozia (bandiera)               | D     | Robbie Neilson      |
| 3  | Grecia (bandiera)               | D     | Takis Fyssas        |
| 5  | Senegal (bandiera)              | D     | Ibrahim Tall        |
| 6  | Lituania (bandiera)             | D     | Nerijus Barasa      |
| 17 | Portogallo (bandiera)           | D     | Tiago Costa         |
| 20 | Scozia (bandiera)               | D     | Christophe Berra    |
| 21 | Svizzera (bandiera)             | D     | José Gonçalves      |
| 25 | Grecia (bandiera)               | D     | Chrīstos Karypidīs  |
| 31 | Scozia (bandiera)               | D     | Marco Pelosi        |
| 32 | Irlanda del Nord (bandiera)     | D     | David Armstrong     |
| 38 | Scozia (bandiera)               | D     | Alan Lithgow        |
| 7  | Scozia (bandiera)               | C     | Neil McCann         |
| 8  | Portogallo (bandiera)           | C     | Bruno Aguiar        |
| 10 | Scozia (bandiera)               | C     | Paul Hartley        |
| 14 | Bosnia ed Erzegovina (bandiera) | C     | Mirsad Bešlija      |

| N. |                             | Ruolo | Calciatore            |
| -- | --------------------------- | ----- | --------------------- |
| 16 | Lituania (bandiera)         | C     | Saulius Mikoliūnas    |
| 17 | Lituania (bandiera)         | C     | Deividas Česnauskis   |
| 23 | Scozia (bandiera)           | C     | Lee Wallace           |
| 24 | Lituania (bandiera)         | C     | Kęstutis Ivaškevičius |
| 26 | Lituania (bandiera)         | C     | Marius Žaliūkas       |
| 28 | Francia (bandiera)          | C     | Julien Brellier       |
| 34 | Irlanda del Nord (bandiera) | C     | Matthew Doherty       |
| 37 | Inghilterra (bandiera)      | C     | Andrew Driver         |
| 44 | Norvegia (bandiera)         | C     | Eggert Jónsson        |
| 53 | Australia (bandiera)        | C     | Matthew Park          |
| 9  | Lituania (bandiera)         | A     | Edgaras Jankauskas    |
| 11 | Rep. Ceca (bandiera)        | A     | Michal Pospíšil       |
| 12 | Rep. Ceca (bandiera)        | A     | Roman Bednář          |
| 15 | Finlandia (bandiera)        | A     | Juho Mäkelä           |
| 19 | Cile (bandiera)             | A     | Mauricio Pinilla      |
| 27 | Lituania (bandiera)         | A     | Andrius Velička       |
| 35 | Inghilterra (bandiera)      | A     | Jamie Mole            |